# Etroplinae

Etroplinae  — це підродина риб в родині цихлові.
Включає такі роди:
- Etroplus
- Paretroplus